# 北方町立北方南小学校
北方町立北方南小学校（きたがたちょうりつ きたがたみなみしょうがっこう）は、かつて岐阜県本巣郡北方町高屋分木2丁目にあった公立小学校。

## 概要
- 校区は北方町南部（柱本南、高屋、高屋丸の内、高屋条里、高屋白木1～3丁目、高屋伊勢田１丁目、高屋太子町など）である。
- 北方中学校を分割し、北方中学校の一部（北方南小の通学区域）と北方南小学校と統合。2023年（令和5年）に義務教育学校の北方町立南学園の設置により廃校[1][2][3]。校舎は改修され、特別教室棟及び学童棟などの新築を行い、南学園の校舎に転用される。

## 沿革
- 2001年（平成13年）4月 - 北方町立北方小学校から分離し、開校。
- 2023年（令和5年）
  - 3月24日 - 閉校式を行う。
  - 3月31日 - 廃校。

## 周辺施設
- 北方町総合体育館
- 岐阜花き流通センター
- 北方みなみ子ども館

## その他
- 北方南小学校の校区は、1955年（昭和30年）に北方町に編入された生津村[注釈 1]に、ほぼ該当する。この地域には旧・生津村の生津小学校[注釈 2]が存在したが、1956年に廃校となった。
- 北方南小学校には、旧・生津小学校に設置されていた二宮金次郎像、及び石柱（生津小の位置を記したと推測される「北緯35度27分、東経136度41分」が記されている）が移されている。